# Ryan Tveter

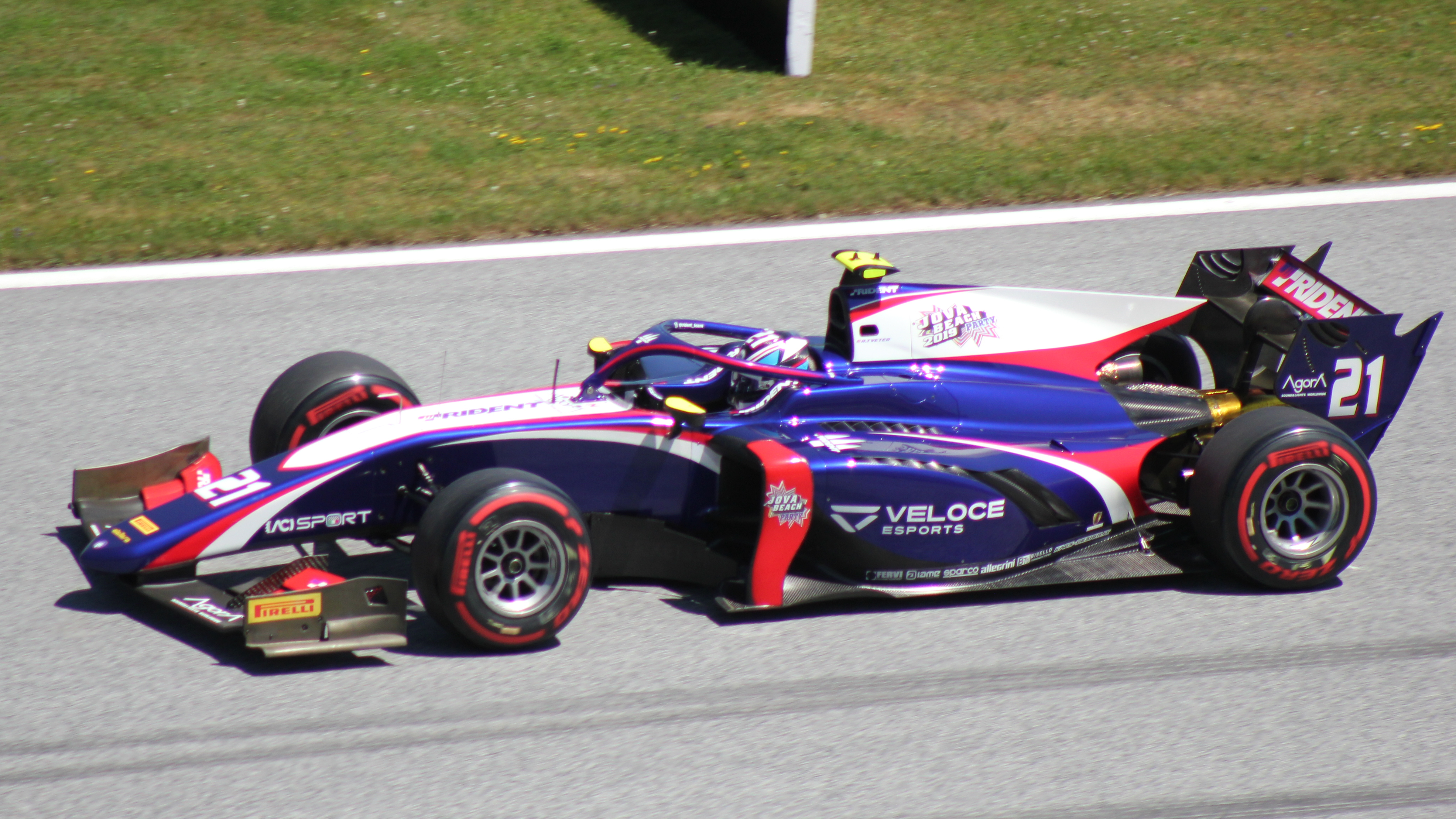
Ryan Tveter beim Formel-2-Rennen in Spielberg 2019

Ryan Tveter (* 20. Mai 1994 in New Canaan, Connecticut) ist ein US-amerikanischer Automobilrennfahrer. Er startet seit 2017 in der GP3-Serie.

## Karriere

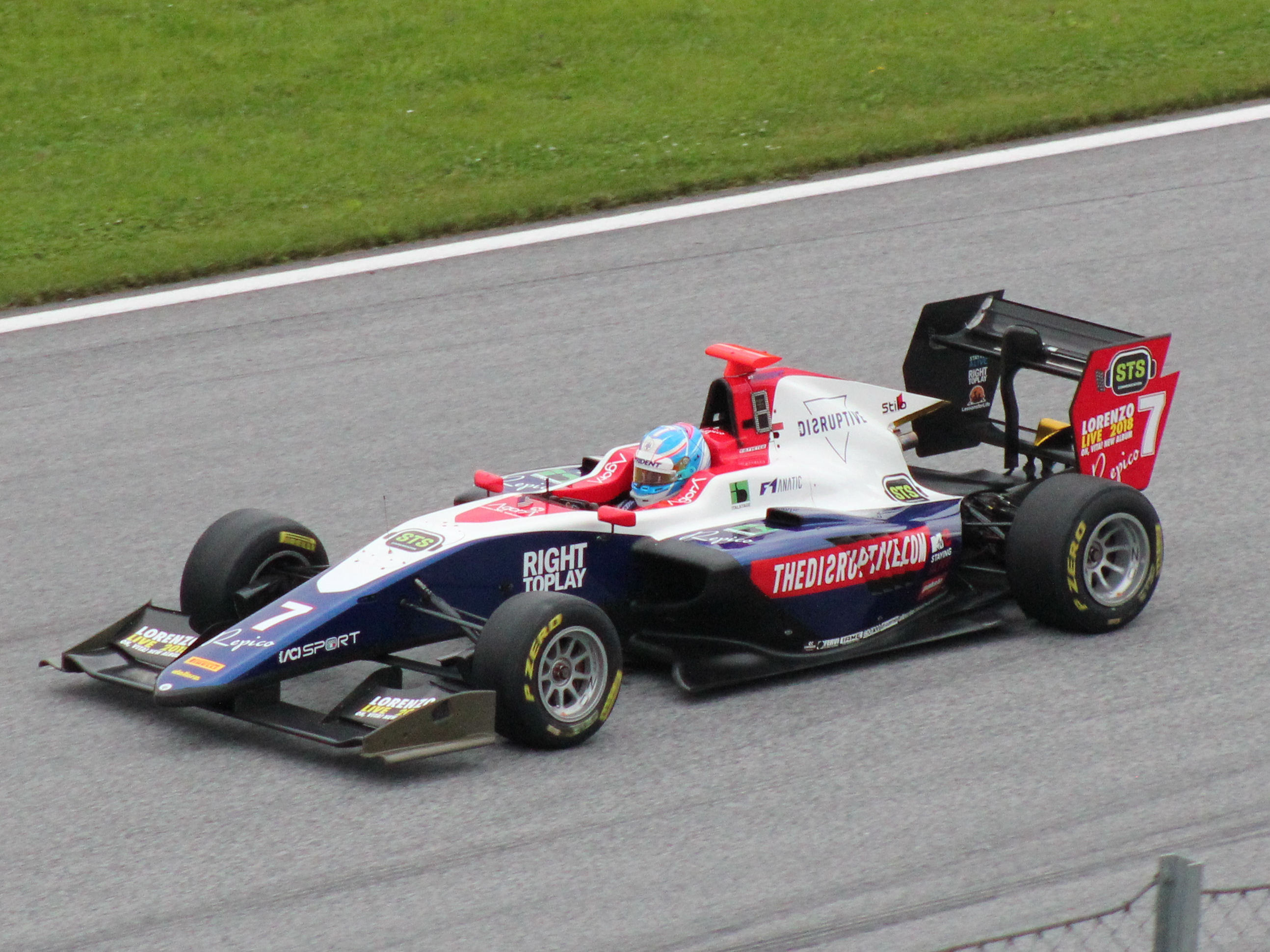
Ryan Tveter beim ersten GP3-Rennen in Spielberg 2018

Tveter begann seine Motorsportkarriere 2011 direkt im Formelsport. Erfahrungen im Kartsport hat Tveter nicht vorzuweisen. Für Jensen Motorsports startete er zu drei Rennen der Formula Tour 1600 sowie zu zwei Rennen der U.S. F2000 National Championship. 2012 bestritt Tveter für Team GDT einige Rennen der Star Mazda Championship. Er wurde 18. in der Fahrerwertung.
2013 entschied sich Tveter für einen Wechsel nach Europa. Für Fortec Competition startete er in der nordeuropäischen Formel Renault. Mit einem vierten Platz als bestem Ergebnis wurde er 16. in der Fahrerwertung. Darüber hinaus absolvierte er für Fortec vier Gaststarts im Formel Renault 2.0 Eurocup. Anfang 2014 fuhr Tveter für Giles Motorsport in der Toyota Racing Series in Neuseeland. Mit zwei dritten Plätzen als beste Resultate schloss er die Gesamtwertung auf dem 17. Platz ab. Anschließend ging Tveter für Josef Kaufmann Racing in der nordeuropäischen Formel Renault an den Start. Während sein Teamkollege Louis Delétraz Gesamtzweiter wurde, erreichte Tveter mit einem zweiten Platz als einzige Podest-Platzierung den neunten Platz im Gesamtklassement. Darüber hinaus startete Tveter für Josef Kaufmann Racing zu den ersten sechs von sieben Veranstaltungen des Formel Renault 2.0 Eurocups. Dort wurde er 23. in der Fahrerwertung.
2015 wechselte Tveter zu Jagonya Ayam with Carlin in die europäische Formel-3-Meisterschaft. Er beendete die Saison auf dem 23. Gesamtrang. 2016 blieb Tveter bei Carlin in der europäischen Formel-3-Meisterschaft. Beim ersten Lauf in Spielberg war Tveter in einen schweren Unfall verwickelt. Er rutschte ins Kiesbett und drehte sich zurück auf die Strecke. Durch den aufgewirbelten Staub übersah ihn sein Teamkollege Li Zhi Cong und fuhr auf sein Heck auf. Dadurch drehte sich Tveters Fahrzeug und auch der dahinter fahrende Pedro Piquet fuhr in Tveters Auto. Tveter verließ das Auto aus eigener Kraft und brach in der Auslaufzone zusammen. Tveter wurde ins Krankenhaus gebracht, wo eine Knieprellung bei ihm diagnostiziert wurde. Li brach sich bei dem Unfall vier Wirbel, Piquet blieb unverletzt. Tveter stieg nach dem siebten Rennwochenende aus der Meisterschaft aus. Er wurde 17.
2017 ging Tveter in der GP3-Serie für Trident an den Start. Er wurde am Ende 8. in der Fahrerwertung.

## Statistik

### Karrierestationen
| - 2011: U.S. F2000 National Championship - 2011: Formula Tour 1600 (Platz 27) - 2012: Star Mazda Championship (Platz 18) - 2013: Nordeuropäische Formel Renault (Platz 16) | - 2014: Toyota Racing Series (Platz 17) - 2014: Nordeuropäische Formel Renault (Platz 9) - 2014: Formel Renault 2.0 Eurocup (Platz 23) - 2015: Europäische Formel 3 (Platz 23) | - 2016: Europäische Formel 3 (Platz 17) - 2017: GP3-Serie (Platz 8) - 2018: GP3-Serie - 2019: Formel 2 (Platz 27) |

### Einzelergebnisse in der europäischen Formel-3-Meisterschaft
| Jahr | Team                     | Motor      | 1   | 2   | 3   | 4   | 5   | 6   | 7   | 8   | 9   | 10  | 11  | 12  | 13  | 14  | 15  | 16  | 17  | 18  | 19  | 20  | 21  | 22  | 23  | 24  | 25  | 26  | 27  | 28  | 29  | 30  | 31  | 32  | 33  | Punkte | Rang |
| ---- | ------------------------ | ---------- | --- | --- | --- | --- | --- | --- | --- | --- | --- | --- | --- | --- | --- | --- | --- | --- | --- | --- | --- | --- | --- | --- | --- | --- | --- | --- | --- | --- | --- | --- | --- | --- | --- | ------ | ---- |
| 2015 | Jagonya Ayam with Carlin | Volkswagen | SIL | SIL | SIL | HO1 | HO1 | HO1 | PAU | PAU | PAU | MNZ | MNZ | MNZ | SPA | SPA | SPA | NOR | NOR | NOR | ZAN | ZAN | ZAN | SPI | SPI | SPI | POR | POR | POR | NÜR | NÜR | NÜR | HO2 | HO2 | HO2 | 2      | 23.  |
| 2015 | Jagonya Ayam with Carlin | Volkswagen | DNF | 15  | 11  | DNF | DNF | 20  | 24  | 21  | 17  | 12  | 27  | DNF | 11  | 12  | 14  | 13  | DNF | 21  | DNF | 9   | 30* | DNF | DNF | 32  | 23  | 21  | 12  | 24  | 16  | 21  | 16  | 29  | DNF | 2      | 23.  |
| 2016 | Carlin                   | Volkswagen | LEC | LEC | LEC | HUN | HUN | HUN | PAU | PAU | PAU | SPI | SPI | SPI | NOR | NOR | NOR | ZAN | ZAN | ZAN | SPA | SPA | SPA | NÜR | NÜR | NÜR | IMO | IMO | IMO | HOC | HOC | HOC |     |     |     | 26     | 17.  |
| 2016 | Carlin                   | Volkswagen | 15  | 7   | DNF | 11  | 11  | WD  | 7   | DNF | 7   | 15  | DNS | DNS | 13  | DNF | 13  | 8   | 14  | 14  | 9   | 9   | 16  |     |     |     |     |     |     |     |     |     |     |     |     | 26     | 17.  |

### Einzelergebnisse in der GP3-Serie
| Jahr | Team    | 1   | 2   | 3   | 4   | 5   | 6   | 7   | 8   | 9   | 10  | 11  | 12  | 13  | 14  | 15  | 16  | Punkte | Rang |
| ---- | ------- | --- | --- | --- | --- | --- | --- | --- | --- | --- | --- | --- | --- | --- | --- | --- | --- | ------ | ---- |
| 2017 | Trident | ESP | ESP | AUT | AUT | GBR | GBR | HUN | HUN | BEL | BEL | ITA | ITA | ESP | ESP | UAE | UAE | 78     | 8.   |
| 2017 | Trident | 12  | 18  | 5   | 4   | DNF | 13  | 8   | 2   | 6   | 3   | 5   | C   | 12  | 14  | 8   | 2   | 78     | 8.   |